# Albert Roelof Kramer

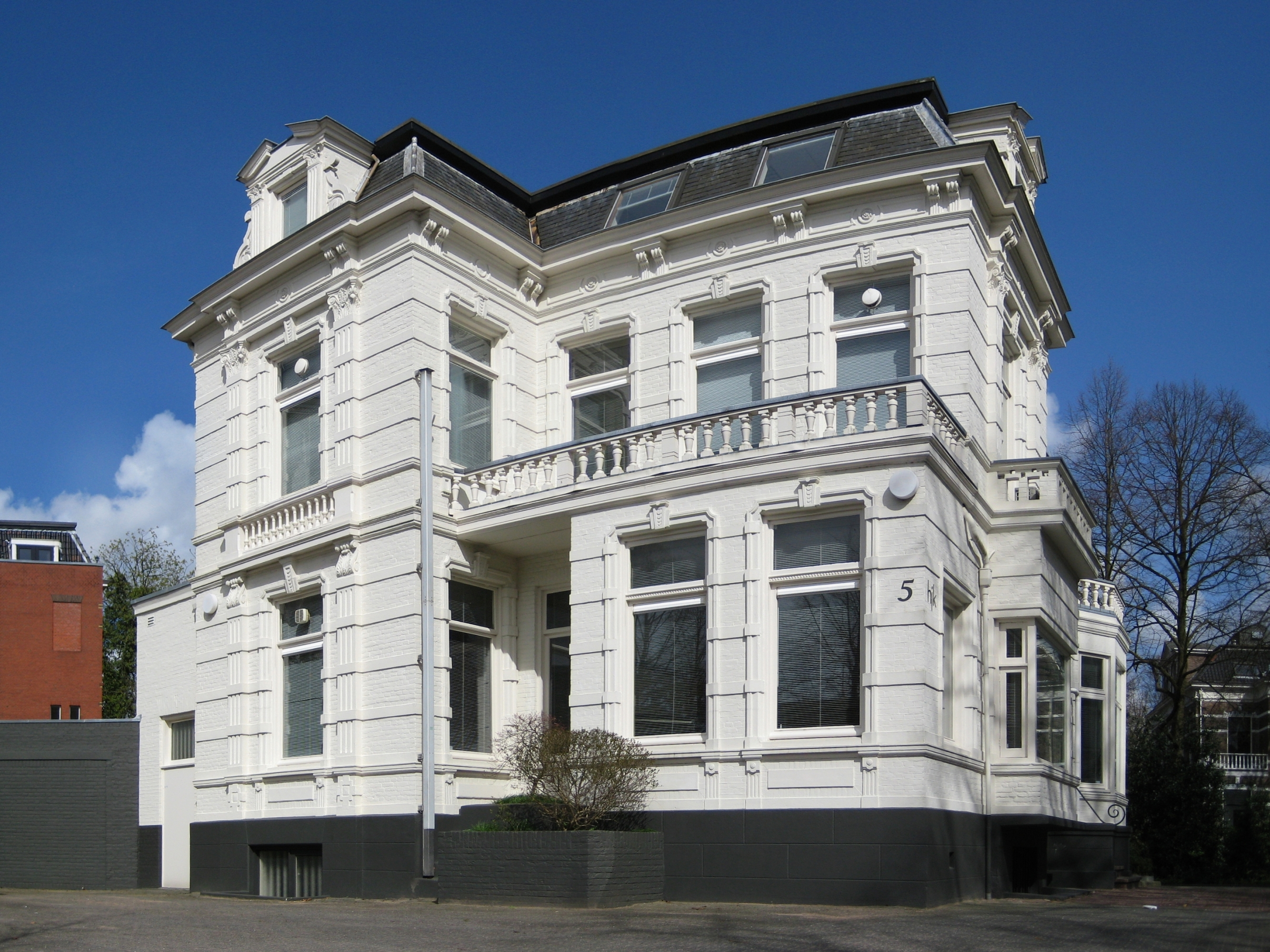
Een door A.R. Kramer ontworpen villa in eclectische stijl (1880) in het Zuiderpark in Groningen (2010)

Albert Roelof Kramer (Havelte, 20 maart 1851 - onbekend), in vakliteratuur doorgaans A.R. Kramer genoemd, was een Nederlandse architect.
Kramer, zoon van een "rijksopzigter", was aanvankelijk opzichter bij Rijkswaterstaat, aanvankelijk in Delfzijl en later in Groningen. Daar had hij tot 1889 een architectenbureau, dat was gevestigd op de hoek van de Turftorenstraat en de Lutkenieuwstraat. Tot Kramers bekendere werken wordt de herbouw van Huis de Nienoord (1885-'86) in Leek gerekend, waarvoor hij samen met zijn collega J. Maris (1825-1899) het ontwerp maakte. Een door Kramer ontworpen villa in het Zuiderpark in Groningen is aangewezen als rijksmonument.

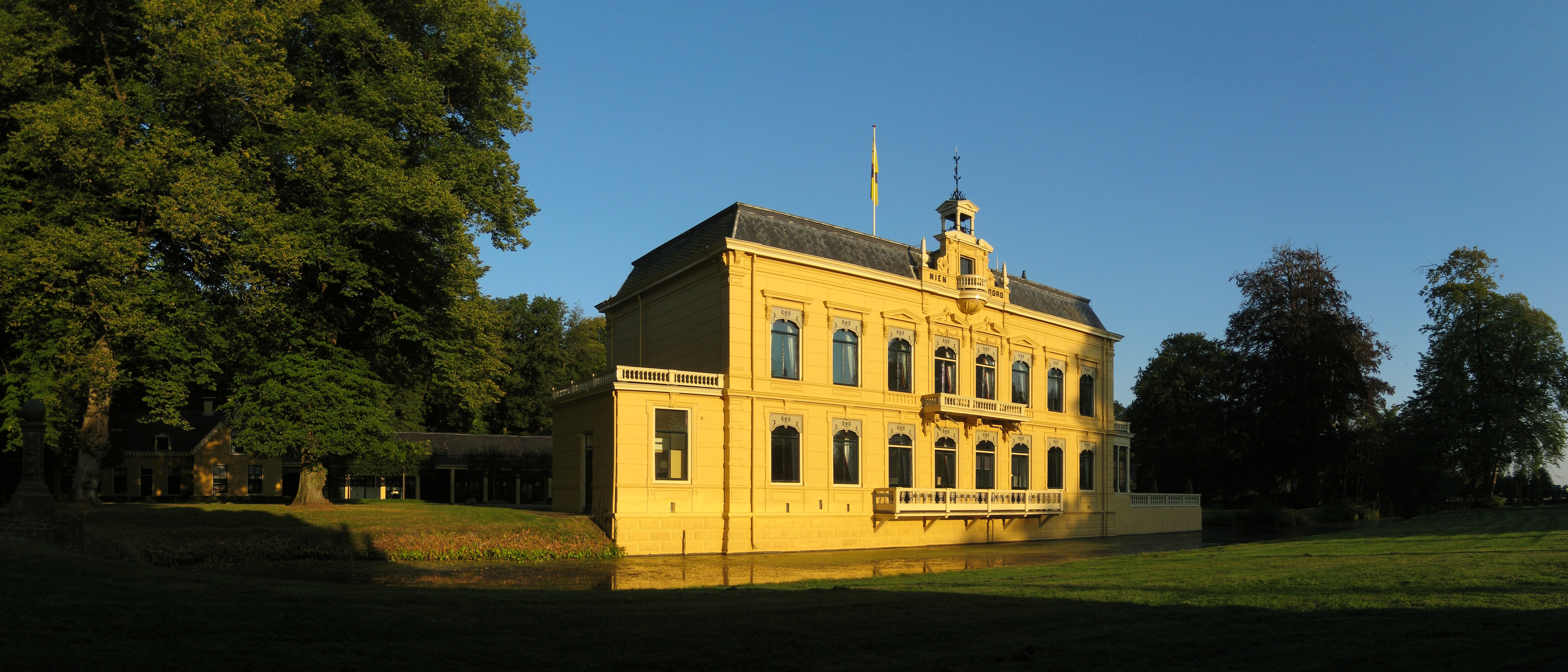
Huis de Nienoord in Leek, in 1885-'86 gebouwd naar plannen van A.R. Kramer en J. Maris (2013)